# Mykorrhiza
Mykorrhiza (græsk: μυκός, mykós = "svamp" + ριζα, rhiza = "rødder" flertal: mykorrhizae, mykorrhizaer) betegner symbiosen mellem en svamp og en karplantes rødder. Som det er tilfældet hos andre symbioser, har begge parter fordele af samlivet. I dette tilfælde modtager planten hovedsageligt mineralsk næring og vand, mens svampen modtager kulhydrater og vitaminer fra planten. Forholdet kan dog også nu og da være en svagt sygdomsfremkaldende forbindelse mellem en svamp og rødderne af en karplante.
Et hold forskere opdagede i 2023 at Mykorrhiza binder 1/3 af det årlige fossile-CO2 udslip, hvilket gemmes under jorden.
I den uberørte natur opstår denne symbiose spontant. Man vurderer, at mellem 90 og 95 % af alle de højere planter normalt har mykorrhiza.
I dette samliv koloniserer svampen plantens rødder enten intracellulært (inde i cellerne), som det sker med de arbuskulære mykorrhizaer (AMF), eller uden for cellerne, som der sker med ektomykorrhiza. De er en vigtig del af jordbundens edafon (dens liv) og af dens kemi. Hyferne er det vigtigste organ i svampen, mens det, man i daglig tale kalder "svampen" (stok og hat), og som man samler ind, egentlig kun er et flygtigt organ, frugtlegemet, hvor den kønnede formering foregår). Hyferne kan findes som tynde tråde, der kan gennemtrænge et stort jordvolumen med mycelietråde (1.000 m³ for hver meter af planterødderne).
Det hænder, at den samme svamp danner mykorrhiza med mere end én plante, sådan at der skabes en forbindelse mellem forskellige planter. Det giver spillerum for parasitiske plantearter (f.eks. Snylterod-slægten), som henter alt, hvad de skal bruge fra mykorrhizasvampen og dermed også fra de andre planter, som svampen lever i symbiose med. Omvendt kan flere forskellige svampe også danne mykorrhiza med én og samme plante.
Når mykorrhizaforbindelsen opstår, koloniserer svampen værtsplantens rødder enten intracellulært som hos arbuskulær mykorrhiza eller ekstracellulært som hos ektomykorrhiza. De er vigtige komponenter i jordbundens liv og dens kemiske forhold.

## Generelt om mykorrhiza
Mykorrhizasvampen skaffer planten næringssalte og vand og modtager på sin side en del af de stoffer, der er dannet ved plantens fotosyntese og dens videre stofskifte. Andelen af plantens primærproduktion, som bliver afleveret til svampen, kan komme op på 25%. I modsætning til andre jordsvampe mangler en del mykorrhizasvampe de enzymer, som er nødvendige for at opbygge komplekse kulhydrater, og derfor er de afhængige af forsyning fra planterne. Mykorrhizasvampene har i sammenligning med planterne en betydeligt stærkere evne til at hente mineralske stoffer og vand fra jorden, og ofte bliver plantens forsyning med vand, kvælstofforbindelser og fosfater forbedret efter at symbiosen er skabt. Desuden opnår planten en vis beskyttelse mod parasitiske svampe i jorden gennem samlivet med mykorrhizasvampen, og det styrker almindeligvis plantens tørketålsomhed, hvad der især kan være en fordel på vanskelige voksesteder.
Landplanternes symbiose med svampene opstod allerede i Devonperioden, altså for mere end 450 millioner år siden. Blandt landplanterne er ca. 90% i stand til at indgå i mykorrhizasamliv, mens ca. 6.000 svampearter kan leve sammen med planter.
På grund af deres evne til at levere næringsstoffer direkte i plantens rødder, undersøger man for tiden, om svampene kan tjene som erstatning for kunstgødning. De globale reserver af gødningsstoffer (især fosfater) vil sandsynligvis være udtømt om 50-100 år, og mykorrhiza er muligvis et alternativ til dem.
Mange plantearter er henvist til bestemte mykorrhizasvampe for at få ordentlig vækst. Det er dog temmelig uklart fra et evolutionsbiologisk synspunkt, hvorfor mykorrhizapartneren altid skal optræde som mutualistisk partner. Symbioser risikerer altid at ændre sig til udbytning eller bedrag, for det er mere fordelagtigt for begge de to parter at udnytte partnerskabets fordele (f.eks. let omsættelige, organiske stoffer fra planten) uden at levere modydelsen (f.eks. mineralske stoffer). Ifølge de nyere opfattelser af plante-svampe symbiosen må man snarest betragte forholdet som en skala, der går fra mutualisme til regulær parasitisme. Planterne forsøger at udnytte mykorrhizasvampene uden at frembringe modydelser. Den slags mykorrhiza-parasitter finder man blandt orkideer (f.eks. Koralrod og Rederod og de klorofylløse snylteplanter som Snylterod. Udforskningen af mekanismerne bag gensidig manipulation og bedrag symbiosepartnerne imellem er et interesseområde for den moderne økologiske forskning.
Man formoder, at det var arbuskulært mykorrhiza (AM), der gjorde det muligt for planterne at indtage landjorden. I verden som helhed er der beskrevet ca. 200 arter af VA-mykorrhizasvampe (se nedenfor), som står i symbioseforhold med ca. 80% af alle landplantearter. En så vidt udbredt symbiose kan kun meget vanskeligt have udviklet sig lidt efter lidt. Ny forskning viser klart, at denne antagelse er rigtig. Nogle af de mest primitive landplanter, levermosserne, danner mykorrhiza med meget gamle former af svampegruppen Glomus, og sporeplanter tilhørende ulvefod, månerude, slangetunge og Psilotum har etableret et parasitisk forhold mellem den sporebærende generation og Glomus.
Begon, Harper og Townsend skriver tilmed i deres Lehrbuch der Ökologie (1986): "De fleste højere planter har ingen rødder, de har mykorrhizaer" (engelsk originaltekst: "Most higher plants do not have roots, they have mycorrhizae"), men citatet stammer egentlig fra den amerikanske plantepatolog, Stephen William, og hos ham lyder det: "...in agricultural field conditions, plants do not, strictly speaking, have roots, they have mycorrhizas."

## Mykorrhiza er en mutualisme
Mykorrhiza er et mutualistisk forhold mellem rødderne af de fleste plantearter og en lang række svampearter. Man har kun undersøgt en lille del af alle arter, men 95% af de undersøgte danner mykorrhiza med én eller flere svampe. Forbindelsen har fået navn efter dens placering i og ved planternes rødder rhizosfære. Hundredvis af forskellige svampearter kan være forbundet med én og samme planteart. Almindelig Bøg har f.eks. en "rekord" med flere end 200 mykorrhiza-kontakter.

## Værtsplantens signaler
Forskerne har for nylig opdaget nogle molekyler af typen strigolakton, som bliver udskilt af rødderne, og som gør det muligt for arbuskulære svampehyfer at genkende deres vært. Disse molekyler har længe været kendt for at fremme spiring af frø fra snylteplanter af slægten Striga.

### Signalsystemet MYC
Man kender kun lidt til de signaler, som udsendes af svampen, og som gør, at planten kender den. I lighed med den såkaldte NOD-faktor, har man døbt disse signalstoffer MYC-faktorer. Man har for nylig fundet molekyler af typen NOD, som dannes af arbuskulære svampe, og som påvirker værtsplanten, men det mangler at blive fastslået, hvad der er deres rolle i mykorrhiza-signalsystemet.
Signalsystemet, som bliver aktiveret af MYC-faktorerne, er fælles med NOD-faktorerne i bælgplanternes rodknolde med Rhizobiumbakterier. og i rodknoldene hos de plantearter, der har symbiose med bakterier af slægten Actinorhiza. Man kender ikke receptorerne for MYC-faktorerne, men proteiner, der udløses af faktorerne SYMRK, CASTOR, POLLUX, NUO og CYCLOPS, er nødvendige både for symbiose med Rhizobium og arbuskulære mykorrhizasvampe. Ganske som det sker ved Rhizobium-symbiosen, udløser kontakten med en arbuskulær svamp svingninger i kalciumindholdet.
Da arbuskulært endomykorrhiza er opstået før de endosymbiotiske, kvælstoffikserende bakterier, fremsætter forskerne den hypotese, at signaloverførslen hos mykorrhiza er blevet udnyttet af de bakterier, der danner kvælstofsamlende symbioser.

### Udveksling af sukker overfor vand og mineraler
Dette fællesskab forsyner svampen med en relativt konstant og direkte adgang til kulhydrater så som glucose og sucrose. Kulhydraterne bliver transporteret fra deres kilde (sædvanligvis bladene) til vævet i rødderne og derfra videre til plantens svampepartnere. Til gengæld får planten fordel af myceliets større evne til at optage vand og mineralsk næring, som skyldes dettes forholdsvis store overflade, og på den måde forbedres plantens evner til at optage mineralske stoffer.
Planterødder kan være ude af stand til at optage fosfationer ved egen kraft, når de er bundet i jordtyper med basisk pH. Mykorrhizasvampens mycelium kan dog skaffe sig adgang til disse fosfatkilder og stille dem til rådighed for planter, det koloniserer.
Svampen Suillus tomentosus (en art af rørhat) danner specialiserede strukturer, der kaldes tuberkulate ectomykorrhiza, sammen med sin værtsplante, Klit-Fyr (Pinus contorta). Disse strukturer har vist sig at indeholde kvælstofsamlende bakterier, der bidrager med en betydelig mængde kvælstof og gør det muligt for fyrretræerne at kolonisere steder med udpint jord.

## Symbiosen
I modsætning til en udbredt tanke er mykorrhizaforholdet ikke bare symbiotisk, for overførslerne af stoffer fra svamp til plante forøger ikke altid selektionsstyrken (hvad der ellers er funktionen i en symbiose).
Særligt for flerårige planter er det vanskeligt at bedømme fordelene, som varierer kraftigt i forhold til parternes genotype og deres miljø. De kan blot have fordel af symbiosen i korte perioder under de skiftende faser af deres liv. I realiteten befinder forholdet mellem parterne sig på en skala der spænder fra symbiose over parasitering til nedbrydning. For eksempel er svampen Tricholoma matsutake symbiotisk, parasitær eller saprofytisk afhængigt af dens udviklingsstadium og miljøforholdene. Orkidéernes mykorrhiza parasiterer træagtige planter, og Tuber melanosporum (trøffelsvampen) dræber de planter, der omgiver dens vært...
Faktisk er mykorrhizaforbindelsen vedvarende ustabil på grund af interessekonflikter mellem parterne og det selektionsstryk, der presser hver af dem til at være så parasitisk som muligt. Hvis parasiteringen bliver for voldsom, kan det føre til, at forbindelsen brydes. Gennem tiden kan "symbiosen" opstå og brydes flere gange: forbindelsen kan vendes. Rådsvampe kan således være symbionter, der har mistet forbindelsen til værtsplanten. I visse mykorrhizaforbindelser ser den ene af parterne ud til at udnytte den anden (enten på grund af deres natur eller på grund af forholdene). Her skal man forstå udtrykket ”udnytte” sådan, at det drejer sig om et individ, som får en fordel uden at give noget igen.
Her kan som eksempler nævne de planter, der er ’’mykoheterotrofe’’ (mere end 200 arter inden for Orkidé-familien, Ensian-familien, Burmanniaceae...), dvs. planter, som ikke selv har evne til fotosyntese, eller som i hvert fald kun har en reduceret evne til det, og som skaffer sig deres kulstofforbindelser fra mykorrhizaparteren, der så selv får dem fra en anden partner med fotosyntese og via myceliet.

### Fordele for parterne
Planterne har talrige fordele ved mykorrhiza-symbiosen. Takket være den er planten i stand til at nå frem til et større jordrumfang i forhold til det, som rødderne kan nå, ved at udnytte svampens hyfer til dette arbejde; ligeledes optages vand og visse mineralske stoffer med større lethed fra jorden (fosfor, kvælstof, kalcium og kalium). Svampens beskyttelse medfører også, at planten bliver mere modstandsdygtig over for de svingninger i temperatur og syreindhold (afhængigt af jordens indhold af bl.a. svovl, magnesium og aluminium. Og som om dette ikke var nok i sig selv, får nogle fysiske reaktioner hos svampen roden til at holde sig aktiv i længere tid, end den ville uden mykorrhiza.
Alt dette fører til en længere levetid for planten: faktisk har det vist sig, at nogle træer, som f.eks. fyrretræer), ikke kan leve mere end to år, hvis de må undvære mykorrhiza. Hos andre arter er dette samliv så betydningsfuldt, at planten ikke kan overleve uden, sådan som det er tilfældet hos orkidéerne. Planter, hvis frø mangler endospem (næringsdepot for kimen), er fuldstændigt afhængige af svampen for at kunne ernære frøet frem til spiring.
Den ene symbiosepartners udnyttelse af den anden forudsætter nogle fordele for det udnyttede individ:
- genetisk stabilitet: symbiosen tillader arten at fastholde en stabilitet i arvemassen, som kan være mere fordelagtig under konkurrenceforhold end (det er tilfældet med arbuskulært og ericoidt mykorrhiza)
- artens overlevelse : den selektive værdi i udnyttelse er forbundet med partnerens trivsel. Det er f.eks. tilfældet med Glomales, som mistede al evne til kønnet formering for 400 millioner år siden, og som siden da har været afhængige af deres partners formering
- udveksling i nabolaget : når udnytterens styrke bliver for stor, kan den udnyttede søge tilflugt hos værter, som er mindre krævende, sådan at den mindsker de mere voldsomme værters konkurrencefordel
- kommensalisme ;
- løsagtighed: evnen til at forbinde sig med flere partnere (som det er tilfældet med de mykoheterotrofe).

Udligningsmekanismerne kan være vigtige for stabilisering af symbiosen. Generelt set kan symbioser karakteriseres ved en formindsket, genetisk udskridning og ved en mindsket artsdannelse), men det er ikke altid tilfældet med mykorrhizadannelser: jo mere forbindelsen drejer sig om udnyttelse, jo mere specifik er den, for udnyttelse udvikler evner til modstand, som må omgås af udnytteren. I dette tilfælde har selektionstrykket mod værten ført til, at lignin er opstået, og at ledningsvæv er udviklet.
Det vil sige, at logikken i talrige eksempler antyder, at mykorrhiza har haft en parasitær oprindelse :
- næsten halvdelen af de gener, som bliver aktiveret ved dannelsen af mykorrhiza, er de same, som opstår ved et svampeangreb (f.eks. dannelsen af de kitinaser, som opløser cellevæggene hos svampen) ;
- i løbet af udviklingen har der været en formindskelse af forsvarsgener og en forøgelse af symbiosegener. Udløsningen af grundlæggende (ikke-specifikke) forsvarsmekanismer hos planten, når mykorrhizaforbindelsen bliver etableret, kan altså være en rest af det oprindelige parasitforhold mellem parterne.
- Adskillige andre eksempler på symbiose eller vedvarende udveksling ser ud til at have en parasitær oprindelse.

### Mekanismer
De mekanismer, der fører til øget optagelse, er både fysiske og kemiske. Mykorrhizasvampenes mycelier er meget mindre i diameter end selv den fineste rod, og derfor kan de trænge frem gennem et større jordvolumen, hvilket giver dem en større overflade til optagelse af mineralske stoffer. Desuden er svampenes kemi i cellemembranen forskellig fra planternes (omfattende udskillelse af organisk syre, som hjælper til ved flytningen af ioner). Mykorrhizasvampe er særligt gavnlige for plantepartneren i jorde som er fattige på mineralske stoffer (udpint jord).

### Hårdførhed over for sygdomme og tørke
Planter med mykorrhiza er ofte mere modstandsdygtige overfor sygdomme som f.eks. dem, der skyldes mikrobekim i jorden, og de er også mere hårdføre overfor virkningerne af tørke.
Nyere undersøgelser har vist, at mykorrhizasvampene kan beskytte planterne mod sygdomsfremkaldende svampe. Her følger nogle eksempler:

| Plante  | Skadegører                                   |
| Lucerne | Verticilium dahliae (Visnesyge)              |
| Agurk   | Pythium sp. (Rodbrand)                       |
| Soja    | Phytophtora megasperma var. sojae (Rodbrand) |
| Tomat   | Phytophtora parasitica (Rodbrand)            |

### Kolonisering af ufrugtbar jord
Når planter bliver dyrket i sterile jorde og vækstmedier, klarer de sig ofte dårligt uden tilførsel af sporer eller hyfer af mykorrhizasvampe, som koloniserer planterødderne og hjælper til med optagelse af jordbundens mineralske næringsstoffer. Mangel på mykorrhizasvampe kan også forsinke plantevækst i de tidlige successionsfaser eller på udpint jord. Når man indfører fremmede planter med mykorrhiza til økosystemer med mineralmangel, vil de hjemmehørende, mykorrhiza-løse planter blive udsat for et konkurrencemæssigt handicap.

### Modstandsdygtighed overfor giftstoffer
Det har vist sig, at svampe har en beskyttende rolle for planter, der har deres rødder i jorde med et højt indhold af metaller så som sure og forurenede jordtyper. Fyrretræer, der blev podet med støvbolden Pisolithus tinctorius og plantet på forskellige forurenede steder, viste høj tolerance over for den dominerende forurening, god evne til overlevelse og god tilvækst. En undersøgelse afslørede, at der findes stammer af Suillus luteus med forskellig tolerance overfor zink. En anden undersøgelse afklarede, at zinktolerante stammer af Suillus bovinus overførte modstandsdygtigheden til planter af Skov-Fyr Pinus sylvestris. Det var formentlig på grund af en binding af metallet til den del af svampens mycelium, som ikke var i direkte kontakt med planten, og det havde ingen betydning for udvekslingen af nyttige stoffer.

## Mykorrhizas økologiske betydning
Mykorrhiza er baggrunden for nogle af de mest sammenflettede økosystemer og specielt for de tropiske skove, som ofte vokser på næringsfattige jordtyper. Svampenes mycelier danner ”forbundne netværker”, som påvirker økosystemernes virkemåde (jordbundskemiske kredsløb, sammensætningen af plantesamfund, småplanters forsyning med kulstofforbindelser, udligning af konkurrencetryk osv.) ved at muliggøre eller forøge kredsløb med kulstofforbindelser og mineraler (nitrat, ammonium, fosfat, vand osv.) i jordbunden. De udgør et af de mest dynamiske led i mykorrhizasymbiosen. Disse transportsystemer er så effektive, at de fremtvinger en nytænkning af begrebet artsdannelse, drevet af planternes konkurrence om næringsstofferne, og det gælder i særlig grad for røddernes optagelse af fosfater (de gør det muligt at undvære gødskning med fosforholdige stoffer) eller for tålsomheden overfor tørke. Endnu er de dog kun dårligt udnyttede i gartneri, landbrug og skovbrug eller i afgiftning af visse forurenede jordtyper.
Koloniseringen af rodsystemerne, jordens potentielle evne til at rumme mykorrhiza og planternes afhængighed af mykorrhiza står i et omvendt forhold til jordvæskens indhold af fosfationer. Desuden er dette forhold ikke forbundet med nogen form for fosfatdepot, da planterne kun optager ioner fra jordvæsken. Berigelsen af jordvæsken er den direkte grund til, at den velforsynede plante ikke længere begunstiger udvikling af mykorrhiza. Under visse betingelser vil de tilstræbte fosforniveauer være uforenelige med oprettelsen af mykorrhiza.
Mykorrhizasymbioserne har samvirke med forskellige jordbakterier (deriblandt Pseudomonas), som kaldes hjælpebakterier for mykorrhizadannelsen (engelsk: Mykorrhizal Helper Bacteria (MHB)). Desuden har mykorrhizaerne også samspil med andre mykorrhizaer og andre svampe samt med visse skadedyr i og over jorden:
- Planteædernes angreb på planterne fremkalder en hastig omdannelse af mykorrhizasamfundet (arter, som kræver mindre mængder af kulhydrater, bliver begunstiget), men mykorrhizapopulationens natur omdanner ligeledes (positivt eller negativt) planternes evne til at forsvare sig.
- Mykorhizasamfundene besvarer (ved ændringer i deres indbyrdes styrkeforhold) forandringer i miljøet alt efter, om de er mere eller mindre gunstige for værtsplanten eller symbionten, ligesom bakteriesamfundene ændres, når der opstår variationer i stofudvekslingen mellem de rødder, der har mykorrhiza, og dem, der ikke har det.
- Diversiteten blandt de svampene, der danner arbuskulært mykorrhiza, kontrollerer sammensætningen i plantesamfundene ved en direkte indvirkning fra svampene på konkurrencedygtigheden hos de individer, de koloniserer (og det kan være en gunstig, neutral, ugunstig eller tilmed understrykkende virkning). Dette fænomen er direkte forbundet med hver svampearts foretrukne værtsplante. Det er en præference, der skyldes balancen mellem svampens økologiske virkemåde og værtsplantens behov.

## Betydning for skov- og landbrug
En mykorrhiza-kontakt virker som en “gødning”, men uden dens ulemper, og tilmed gratis uden brug af pesticider, fungicider og andre kunstige hjælpemidler i landbruget. Efter nogle første forsøg i Australien i 1920'erne, har virksomhederne fundet frem til stammer af svampe, der er tilpasset flere økonomisk vigtige plantearter, men de skal stadig tilpasses vilkårene på stedet. Mange forskere vurderer, at de symbiotiske svampestammer, der genetisk set er bedst tilpasset jordbunden, også er dem, som er hjemmehørende dér..
Både skovbrugets og landbrugets aktiviteter kan forstyrre eller ændre (negativt eller positivt) på svampefloraen og dens evne til at danne mykorrhiza;
- Vending af jorden (pløjning), komprimering på grund af maskiners vægt skader mykorrhiza-samfundet;
- Gødskning med kvælstof (noget som finder sted i øget omfang også i skovbruget) nedsætter antallet af svampenes frugtlegemer og ændrer sammensætningen af arter (målt på Rød-Gran (Picea abies) af Peter m.fl.[35], en réduisant le nombre de mycorhizes[36];
- Renafdrift skader mykorrhiza-samfundet[37]. Jones vurderer, at ændringen i sammensætningen af mykorrhizasvampe er den sandsynligste årsag til nedgangen i nydannelse af rødder. Jordpakning kan dog være en medvirkende faktor i det mindste på langt sigt lige så vel som fjernelsen af næsten hele den træagtige biomasse.
- Renafdrift[38], og kunstvanding[39] forøger antallet af frugtlegemer med virkninger, som endnu ikke er helt forståede, på svampesamfundets biodiversitet;
- Det siger sig selv, at brugen af fungicider påvirker svampelivet. Det er bevist, at der er svampegifte i nedbøren (regn, rim, slud, sne osv.), men virkningen på svampene er endnu ikke ordentligt undersøgt.

De biokemiske og biologiske ændringer, som opstår efter renafdrift (eller for landbrugets vedkommende: efter høst) kan have undervurderede følger, som er forbundet med de direkte virkninger på jorden, på vandet, men også på tabet af svampespredning (selv når rødderne ikke er fjernet fra jorden, bliver de store træer sjældne, eller de findes ikke, og de tilbageblevne er ofte samlet på få steder).

## Inddeling
Man har traditionelt inddelt mykorrhizaerne i tre forskellige grupper, men en anden inddeling skelner mellem fem mutualistiske typer: ekto-, ekt-endo-, arbutoid, ericoid og VA-mykorrhiza) samt to antagonistiske: orkidé- og snylterodsmykorrhiza. Det er et fællestræk hos alle disse former, at svampehyfer trænger frem gennem jorden og transporterer næringsstoffer til planterne.
Mykorrhiza inddeles oftest I ektomykorrhiza og endomykorrhiza. De to typer er forskellige på det punkt, at hyferne hos ektomykorrhiza ikke trænger ind i værtsplantens rodceller, mens hyferne hos endomykorrhiza gennemtrænger cellevæggen og vokser inde i cellemembranen. Mange planter i Lyng-ordenen danner en tredje type: ericoid mykorrhiza, mens andre arter i samme orden danner såkaldte arbutoide og monotropoide mykorrhizaformer. Alle arter i Orkidé-familien er afhængige af en række basidiesvampe i en vis del af deres livscyklus, mens de danner mykorrhiza med de samme svampe på senere stadier i deres udvikling.

### Ektomykorrhiza
Svampen forbinder sig først med de fine rødder på et bestemt tidspunkt, når de har mistet rodhårene. Derefter vikler de roden ind i en kappe af hyfer, mykorrhizamuffen. Andre hyfer vokser ind mellem cellerne i den ydre del af rodbarkens parenkym, og på den måde danner de symbiosens udvekslingslag eller “det Hartigske netværk”. I visse tilfælde kan hyferne også trænge ind i plantecellerne, og i så fald kaldes symbiosen for ektendomykorrhiza. Symbiosen omdanner udseendet hos de rødder, der har dannet mykorrhiza: de bliver oppustede, ophører med at vokse og kan forgrene sig voldsomt. Rodhætten med det apikale meristem bliver reduceret tilsvarende. Udenfor roden danner svampens mycelium et udstrakt netværk i jorden og mellem bladførnen.
Dette samliv (også kaldet EcM-mykorrhiza) udgør den hyppigst forekommende rodsymbiose i nordeuropæiske skove. Myceliet (helheden af forgrenede hyfer) danner en kappe (skede) omkring de unge rodender, der endnu ikke har dannet et korklag. Som reaktion svulmer rodenderne kølleformet op og udvikler ikke længere rodhår. Svampehyferne vokser ind i rodbarken, trænger dog ikke ind i rodcellerne, men danner et netværk i mellemrummene mellem cellerne (intercellulærrummet), som letter udvekslingen af næringsstoffer mellem svamp og plante (det hartigske net). Svampehyferne overtager de manglende rodhårs opgave. De når langt ind i jordbunden, sådan at der sikres en god og omfangsrig optagelse af næringsstoffer og vand.
Samtidig beskytter mykorrhizaen rødderne mod infektioner af bakterier eller andre svampe. Denne form for mykorrhiza dannes typisk mellem på den ene side rødderne af ca. 10% af alle plantefamilier, oftest træagtige planter, heriblandt arter i birke-, Dipterocarpaceae (en familien inden for Katost-ordenen), myrte-, bøge-, fyr- og Rosen-familien, og på den ene side hyfer af svampearter tilhørende basidiesvampe fra ordenerne rørhat- og bladhatordenen, sæksvampe som f.eks. Trøffel, koblingssvampe og visse specielle bægersvampe.
Nogle EcM-svampe som f.eks. rørhatslægterne Leccinum og Suillus danner kun symbiose med én enkelt planteslægt, mens andre svampe som f.eks. Fluesvampene (Amanita), er generalister, som danner mykorrhiza med mange forskellige planter. Mens de fleste plantepartnere også kan trives uden svampe på velegnede voksesteder, findes der blandt svampene nogle, som er tvunget til at leve sammen med en plantepartner. Man antager, at rigtigt mange af hatsvampene er i stand til at danne ektomykorrhiza – i Europa gælder det over 1.000 arter fra slægterne Slørhat, Skørhat, Mælkehat, Ridderhat, Hygrophorus, Fluesvamp og Kantarel.
Et individuelt træ kan have 15 eller flere forskellige svampepartnere, som de danner EcM med. Der findes tusinder af ektomykorrhiza-svampe, som hører hjemme i flere end 200 slægter. En ny undersøgelse gør det muligt forsigtigt at anslå det globale antal ektomykorrhiza-svampearter til ca. 7750, skønt en endelig vurdering af artsantallet hos EcMsvampene, baseret på forholdet mellem kendte og ukendte arter inden for hatsvampene, sandsynligvis vil nå op på mellem 20.000 og 25.000.
Det kan bevises, at næringsstoffer bliver flyttet mellem forskellige planter via svampens netværk. Kulstof har man fulgt fra papir-birketræer (Betula papyrifera) og over i Douglasgrantræer. På den måde fremskyndede symbiosen den normale succession i økosystemet. Den ektomykorrhiza-dannende svamp Tvefarvet Ametysthat (Laccaria bicolor) fanger og dræber springhaler for at udnytte deres indhold af kvælstof, som derpå kan overføres til værtsplanten. I en undersøgelse, udført af Klironomos og Hart, smittede man Weymouth-Fyr (Pinus strobus med Tvefarvet ametysthat, og træet var i stand til at dække op mod 25% af sit kvælstofbehov fra springhaler.
Man har offentliggjort den første genomsekvens fra en repræsentant for de symbiotiske svampe, den ektomykorrhiziske basiodiesvamp, Tvefarvet Ametysthat (Laccaria bicolor., og man fandt en kromosomstrækning med adskillige multigene familier i denne svamp, og det antyder, at tilpasningen til symbiosen er foregået via gen-fordoblinger. Indenfor artsspecifikke gener viste de, der koder for symbioseregulerende proteindannelse, en øget produktion i de ektomykorrhizadækkede rodspidser, hvad der viser, at de har en rolle i kommunikationen mellem parterne. Tvefarvet ametysthat mangler de enzymer, der benyttes ved nedbrydning af elemeter i planterodens cellevægge (cellulose, hemicellulose, pektiner og pektater), og det hindrer svampen i at nedbryde værtsplantens celler under koloniseringen af roden. Omvendt har Tvefarvet ametysthat gener, der er knyttet til hydrolyse af bakteriers og mikrofaunaens polysakkarider og proteiner. Denne genomanalyse afslørede mykorrhizasvampenes dobbelte liv som både rådsvampe og snyltere, en livsstil, der sætter dem i stand til trives i både jord og sammen med levende planters rødder.

### Endomykorrhiza
Endomykorrhiza (eller: intern mykorrhiza) er den mest udbredte form for mykorrhiza. Det er et samliv, hvor en del af svampens hyfer trænger ind i rodbarkens celler hos plantepartneren. Det drejer sig mest om urteagtige planter og kun i sjældne tilfælde om træer. Her mangler det hyfenet, som omgiver rødderne ved ektomykorrhiza. Inde i cellen danner svampen en art haustorium, og gennem det kan den afgive næringsstoffer og vand og optage kulhydrater og vand. Arterne i følgende familier danner næsten altid symbiose med en svampepartner: lyng- og orkidéfamilien. De symbiotiske svampe sind er oftest hatsvampe fra ordenen Rørhat-ordenen, samt deres anamorfe former, Rhizoctonia og Orcheomyces. Hos orkidéerne er denne form for endomykorrhiza obligatorisk for deres spiring og udvikling.
Endomykorrhizaer er variable, og man har underinddelt dem i grupperne arbuskulær, ericoid, arbutoid, monotropoid og orkidémykorrhiza. Arbuskulært Mykorrhiza eller AM (tidligere også betegnet som “vesikulært-arbuskulært Mykorrhiza” eller VAM) er mykorrhizaformer, hvis hyfer trænger ind I plantecellerne, hvor de danner strukturer, som enten er ballonagtige (vesikler) eller tvegeforgerenede vækster (arbuskler). Svampehyferne trænger dog ikke ind til protoplasten (dvs. det indre af cellen), men udhuler cellemembranen. Arbuskelstrukturen forøger i høj grad kontaktfladen mellem hyfer og cellens cytoplasma, sådan at overførslen af næringsstoffer mellem dem bliver lettet betydeligt.
Arbuskulære mykorrhizaer dannes kun af svampe i divisionen Glomeromycota. Fossile rester og DNA-sekvens analyser antyder, at dette fællesskab opstod i Devonperioden for 400-460 millioner år siden, da de første planter var i gang med at etablere sig på land. Arbuskulære mykorrhizaer findes hos 85% af alle plantefamilier, og de ses også hos mange dyrkede afgrøder. Hyferne hos de svampe, der danner arbuskulært mykorrhiza, opbygger glycoproteinet glomalin, der muligvis er en af de mest udbredte opbevaringsformer for kulstof i jorden. Disse svampe har (muligvis) formeret sig ukønnet I millioner af år, og enkeltindivider har ofte mange genetisk forskellige kerner (et fænomen, der kaldes heterokaryosis).
Der findes flere typer af endomykorrhiza:
- Endomykorrhiza med små hyfenøgler inden i cellerne: Hyferne danner nogle små trådbundter inde i cellerne på røddernes overhud. Typen indbefatter basidiesvampe, som indgår i symbiose med orkidéer. Hyferne trænger gennem cellevæggene og ind i cellernes indre ved at mase sig frem til plasmamembranen. Hyfernes cellevæg er på den måde i kontakt med rodcellernes plasmamembran uden at gennembryde den. Kontaktfladen kan øges ved dannelse af trådbundter (“arbuskler”). Rødderne bliver ikke misdannede.
- Ericoid endomykorrhiza: Hyferne danner trådnøgler i unge rødder med ringe diameter. Typen omfatter både sæksvampe og basidiesvampe (i symbiose med lyng-ordenens arter).
- Ektendomykorrhiza: Typen kaldes også arbutoid mykorrhiza. Svampen danner både hyfenøgler inde i cellerne og kapper uden om rødderne. Det sker hos de klorofylløse grupper af lyng-familien (Monotropa m.fl.). Her danner hyferne nøgler i de yderste celler på rødderne.

### Arbuskulært mykorrhiza (AM)
Arbuskulært (eller forældet også: vesikulært-arbuskulært mykorrhiza (VAM)) er en særlig form for endomykorrhiza: Typisk for denne, den mest hyppige type af mykorrhiza er dannelsen af arbuskler – dvs. forgrenede, fine hyfer, som er træformede, inden i rodcellerne. Mange grupper danner også vesikler – tykvæggede svampeceller i plantens rodvæv. Typen er knyttet til både urteagtige og træagtige arter. Arbuskulært har sit navn fra de strukturer, der dannes i cellernes indre, og som minder om et lille træ. Selv om svampen nok trænger ind i cellen, går den ikke igennem plasmamembranen og stiller sig tilfreds med at fremtvinge en indposning i membranen. Det medfører, at kontaktfladen mellem hyfen og plantecellen bliver forøget, og derved lettes udvekslingen af stofskifteprodukter mellem de to parter.
I denne symbiose hjælper det tætte og udstrakte netværk af svampehyfer planten med at trænge ud i en udvidet jordmængde og nå frem til steder, der er utilgængelige for rødderne. Svampen gør det muligt for planten at forbedre sin næringsoptagelse først og fremmest ved at skaffe den vand, fosfat og nitrat. Desuden gør det, at rødderne er koloniseret af mykorrhizasvampe, det muligt at beskytte dem mod angreb fra skadegørende organismer. Talrige undersøgelser har vist, at planten vokser mere langsomt (eventuelt overhovedet ikke, som det er tilfældet med Sort-Fyr på kalkbund), og bliver meget mere modtagelig for en infektion. Omvendt nyder svampen godt af plantens fotosyntese ved at modtage organisk stof, som er rigt på energi (sukkerstoffer), der er nødvendig for dens overlevelse. Kvaliteten af humus bliver bedre til gavn for andre arter og for bevarelse og forbedring af jorden.
Det betyder, at uden mykorrhizasvampene er der højere sandsynlighed for, at visse arter vil forsvinde fra magre enge med et højt nitratindhold..
Arbuskulært endomykorrhiza dannes udelukkende af svampe fra gruppen Glomeromycota, der har mistet evnen til kønnet formering. De formerer sig altså udelukkende vegetativt. Dog kan hyfer fra forskellige individer vokse sammen og skabe mulighed for en genetisk udveksling og en form for "kønnethed". De er også usædvanlige, set fra et genetisk synspunkt, i og med at deres sporer har flere kerner med forskellige arveanlæg.
Det er et meget stort antal planter, der benytter sig af arbuskulært mykorrhiza (AM). Blandt dem er der mange nytteplanter, hvis AM-forøgede forsfatforsyning kan bevirke et større udbytte. Svampene, der danner AM, henregner man til en nyskabt afdeling (phylum), Glomeromycota.. De svampearter, der danner arbuskulært mykorrhiza, koloniserer ca. 80% af de landlevende karplanter, dvs. 400.000 arter. Omvendt findes der færre end 200 svampearter, der etablerer mykorrhiza. Disse svampe er altså ikke særligt kræsne i deres valg af. I og med at de ikke er kræsne, her hver art en stor tilpasningsmulighed og en stor genetisk diversitet, der tillader den at tilpasse sig de forskellige miljøbetingelser, som den møder.
Nogle planter blandt de nøgenfrøede, som f.eks. Podocarpaceae, Araucariaceae og Phyllocladaceae, er kendt for at danne oppustede rødder, som bliver invaderet af endomykorrhiza-svampe. Disse oppustede rødder kaldes myconoduler eller pseudonoduler.

### Ericoidt Mykorrhiza
Ericoid mykorrhiza er den tredje af de økologisk set mest betydningsfulde typer. De har en enkel vækstfase, hvor de vokser ind i plantecellerne og danner tætte slynger af hyfer i det yderste lag af rodcellerne. Der sker ikke nogen dybere indtrængning i rodcellerne, og svampens mycelium udenfor planten når ikke ret langt ud i den omgivende jord. De danner muligvis sporehuse (sikkert I form af små skåle), men deres formeringsbiologi er ikke velkendt.
Ericoide mykorrhizaer har vist sig at have betydelige evner som rådsvampe, hvilket kan gøre det muligt for planterne at modtage endnu ikke fuldt nedbrudte, organiske stoffer via deres svampepartnere.

## De første tegn på mykorrhiza
Rhynie flinten, der ligger i lag, der er ca. 400 millioner år gamle, findes de tidligste, fossile fundgrupper, hvor planterne er bevaret i en detaljeringsgrad, der gør det muligt at opdage mykorrhiza – og de kan netop ses I stænglerne hos Aglaophyton major.
Mykorrhiza findes hos 92% af de undersøgte plantefamilier (80% af de undersøgte arter), og de arbuskulære mykorrhizaforbindelser er både de ældste og de mest almindelige, og mykorrhiza er i virkeligheden det mest udbredte, symbiotiske partnerskab i hele planteriget, hvor der findes flere eksempler på både udvikling af ektomykorrhiza og tab af mykorrhiza.

## Mykorrhizas udviklingshistorie
Den oprindelige symbiose (tilsyneladende med en svamp tilhørende Glomeromycota), kan være opstået for ca. 450 millioner år siden i Palæozoikum, sandsynligvis samtidig med, at de første planter fik fodfæste på landjorden. Fossiler, fundet i Rhynieflinten, der er ca. 400 millioner gammel, indeholder mykorrhizaer, hvor svampedelen er identisk med nulevende arter inden for ordenen Glomales. Det leder tanken hen på, at mykorrhiza-kontakten kan have været det instrument, som lå bag den hastige kolonisering af landjorden, netop på grund af dens evne til at hente vand og mineraler ud af jorden.
Disse første forbindelser bidrog også til, at der opstod en jordbund, der var modstandsdygtig over for dårligt vejr, som bedre kunne opbevare vand og samtidig forbedrede planternes modstandsdygtighed over for vandstress, vindpåvirkning og vanderosion.
Denne symbiose betød et kæmpemæssigt spring i evolutionen, for den ene partners funktioner forbandt sig med den andens, sådan at det fik mangedobbelte, funktionsmæssige virkninger for dem begge. I realiteten gik springet direkte fra alge og svamp til mykorrhizabærende plante, noget der modsiger Darwins teori om gradvise ændringer.
I dag vides det, at 85% af alle stængelplanter og levermosser har etableret endomykorrhiza i samliv med arter inden for ordenen Glomales. Det forudsætter, at symbiosen med Glomales er ældst hos stængelplanterne, og at det er den, der var grundlaget for deres imponerende succes (diversitet, dannelse af vedplanter osv.)
Ektomykorrhiza er muligvis opstået i kridttiden, men de tidligste fossiler dateres dog til eocæn. De gav mulighed for kolonisering af jordtyper, der var ugunstige førhen. Det er i øvrigt i samme periode, at symbioser med kvælstofsamlende bakterier opstod.
Symbiosen med ektomykorrhiza er opstået flere gange uafhængigt af hinanden og med forskellige grupper af svampe (Glomeromycota, Ascomycetes, Basidiomycetes) og begge grupper af stængelplanter (Nøgenfrøede og Dækfrøede) som partnere. Man bemærker, at en del af de planter, der forholdsvist sent set fra et udviklingssynspunkt har dannet mykorrhiza også er i stand til at danne arbuskulært mykorrhiza. Derfor ser det ud til, at der er foregået nogle evolutionsmæssige nyskabelser i og med denne type af mykorrhiza. Disse nyskabelser forklarer uden tvivl det begrænsede antal af planter, der kan danne den symbioseform.
Da ektomykorrhiza opstod, var det forbundet i to omgange med evolutionsmæssige spring:
- I kridttiden fik Gran-familien og Rosiderne en pludselig, stor udbredelse
- I overgangen mellem Eocæn og Oligocæn opstod skove af samme type som de nukendte på den nordlige halvkugle

Tættere på nutiden opstod der endnu andre former for både endo- og ektomykorrhiza hos Lyng-ordenen. Deres svampesymbionter er også effektive rådsvampe (saprofytter), som gør det muligt for planten at optage organiske kulstofforbindelser direkte via svampens mycelium selv i jorde, hvor mineraliseringsaktiviteten er meget ringe (heder, bjerge, arktiske egne).
De dækfrøede planter, som ikke har mykorrhiza (Korsblomst-familien og Amarant-familien m.fl. har mistet evnen på et senere tidspunkt.

## Opdagelse
Opdagelsen af mykorrhiza var fra begyndelsen en proces i flere trin. Samlivet mellem svampe og planterødder har i hvert fald været kendt siden midten af det 19. århundrede. Desværre beskrev de tidligste forskere blot denne kendsgerning uden at undersøge det mere præcise forhold mellem de to organismer. I årene 1840-1880 blev der offentliggjort forskellige, enkeltstående iagttagelser, der havde at gøre med dette fænomen. Symbiosen blev undersøgt og beskrevet af Franciszek Kamieński i 1879–1882, mens en mere grundig forskning blev udført af Albert Bernhard Frank, som registrerede fænomenet hos forskellige frugttræer i 1885, og som indførte begrebet mykorrhiza samme år. Han forstod helhedsforholdet korrekt og offentliggjorde sine resultater på grundlag af entydigt forløbende eksperimenter.
I dag findes der systematiske samlinger af mykorrhiza i flere europæiske lande. Et eksempel på sådan en samling er landbrugets forskningsanstalt ”Agroscope” i Zürich, hvor man har eksemplarer af halvdelen af de 100 mykorrhizadannende svampearter, som er kendt i Schweiz. De vokser i potter, som er fyldt med et oliebindemiddel. I fugtig tilstand er det porøse granulat et ideelt substrat for at holde svampe i live. Ved hjælp af disse samlinger kan forskerne undersøge hver enkelt arts egenskaber. Målet er bl.a. at blive klar over, hvilke svampearter der danner næringsstofnetværk med hvilke plantearter. Denne viden kan komme til gavn for økologisk landbrug, ukrudtsbekæmpelse eller grønne tage.
Det var dog først i 1955, dvs. ved offentliggørelsen af Mosses første undersøgelser i England, at mykorrhiza ophørte med at blive betragtet som undtagelser, og at man accepterede deres betydning og almindelige udbredelse. I de seneste år har talrige fossilfund afsløret, at mykorrhizas oprindelse og tilstedeværelse er voldsomt gammel, og det er lykkedes at finde sporer af Glomeromycota i lag, som er 460 millioner år gamle og stammer fra ordoviciumperioden. De arbuskulære typer viser sig at have været meget udbredte på det tidspunkt, da de første landplanter dukker op i de fossile lag, dvs. for 400 millioner år siden. Disse planter, som f.eks. arten Rhynia major, manglede ægte rødder, og dannede kun en underjordiske stængel eller rhizom, hvorfra der spirede forskellige luftstængler. Optagelsen af næringsstoffer hvilede derfor næsten udelukkende på mykorrhizasvampen, og derfor kan man sige, at det var af afgørende betydning udbredelsen af livet på landjorden, at de fandtes, også for de dyr, som kom til senere..

## Kontrolleret mykorrhizadannelse
Talrige erfaringer med kontrolleret mykorrhizadannelse har vist, at biotopernes naturlige eller kunstige genskabelse har gavn af, at der findes symbiotiske svampe, der er tilpasset planterne på stedet. Omvendt har man kun kunnet indføre trøffeldyrkning i New Zealand ved at bruge planter, der havde mykorrhiza i forvejen. Tilsvarende kan Rød-Gran kun vokse sammen med deres samlevende svampe. Visse af disse svampe har en bemærkelsesværdig effektivitet: Man har opnået en mængdemæssig forøgelse på 60 % hos Douglasgran i 10 år gamle plantager med planter, der havde fået ektomykorrhiza med fra planteskolen i form af Laccaria bicolor. Dette blev målt i forhold til ikke-podede planter..
NB: Der er en risiko for, at der kan opstå konkurrence med lokale svampearter, dvs. en form for “genetisk forurening”. Flere opfølgende undersøgelser har vist, at planter, der var podet i planteskolen, almindeligvis har mistet den tilførte svampeart og i stedet har fået kontakt til hjemmehørende arter, men det behøver ikke altid at være tilfældet.